# Tunesische Volleyballnationalmannschaft der Frauen
Die tunesische Volleyballnationalmannschaft der Frauen ist eine Auswahl der besten tunesischen Spielerinnen, die die Fédération Tunisienne de Volley-Ball bei internationalen Turnieren und Länderspielen repräsentiert.

## Geschichte

### Weltmeisterschaft
Bei der ersten Teilnahme an einer Volleyball-Weltmeisterschaft belegten die Tunesierinnen 1978 den 23. Platz. Acht Jahre später steigerten sie sich auf Rang 16.

### Olympische Spiele
Tunesien konnte sich noch nie für Olympische Spiele qualifizieren.

### Afrikameisterschaft
- Afrikameister (3)
  -  Afrikameister 1985, 1987, 1999

- Vize-Afrikameister (2)
  -  1976, 2009

- Bronzemedaille (3)
  -  1995, 2007, 2013

Bei der ersten Volleyball-Afrikameisterschaft mussten sich die tunesischen Frauen nur Gastgeber Ägypten geschlagen geben. 1985 gelang ihnen im eigenen Land die Revanche. Zwei Jahre später verteidigten sie ihren Titel gegen Marokko. Nach zwei schwächeren Turnieren (Fünfter und Sechster) wurden sie 1995 Dritter. 1997 waren sie zum ersten Mal nicht dabei, aber 1999 holten sie zum dritten Mal den kontinentalen Titel, diesmal gegen Kamerun. Die Titelverteidigung misslang, weil sie das nächste Turnier verpassten. Bei den Titelkämpfen 2003 bis 2021 steigerten sie sich von Rang fünf auf den zweiten Platz.

### World Cup
1985 erreichten die Tunesierinnen beim World Cup den achten Rang. Das Turnier 1999 beendeten sie als Zwölfter.

### World Grand Prix
Der World Grand Prix fand bisher ohne tunesische Beteiligung statt.